# Dénesfa
Dénesfa is een plaats (község) en gemeente in het Hongaarse comitaat Győr-Moson-Sopron. Dénesfa telt 399 inwoners (2001).